# Клей (округ, Алабама)
Клей (англ. Clay County) — округ в США, штате Алабама. Официально образован в 1866 году. По состоянию на 2000 год, численность населения составляла 14 254 человек. Административный центр округа — Ашленд. Назван в честь Генри Клея.

## География
По данным Бюро переписи США, общая площадь округа — 1569,5 км², из которых 1567,1 км² — суша, а 2,4 км² или 0,15% — это водоемы.

### Соседние округа
|           |           | Клиберн |
| Талладига | север     | Рандолф |
| Талладига | Клей      | Рандолф |
| Талладига | юг        | Рандолф |
| Куса      | Таллапуса |         |

## Демография
По данным переписи населения 2000 года в округе проживало 14 254 жителей, в составе 5765 хозяйств и 4098 семей. Плотность населения была 9 чел. на 1 квадратный километр. Насчитывалось 6612 жилых домов. Расовый состав населения был 82,62% белых, 15,7% чёрных или афроамериканцев, и 0,79% представители двух или более рас. 1,77% населения являлись испаноязычными или латиноамериканцами.
Из 5765 хозяйств 30,8% воспитывают детей возрастом до 18 лет, 56,7% супружеских пар живущих вместе, 10,5% женщин-одиночек, 28,9% не имели семей. 26,7% от общего количества живут самостоятельно, 13,1% — лица старше 65 лет, живущие в одиночку. В среднем на каждое хозяйство приходилось 2,43 человека, среднестатистический размер семьи составлял 2,93 человека.
Показатели по возрастным категориям в округе были следующие: 23,8% жители до 18 лет, 8% от 18 до 24 лет, 27,4% от 25 до 44 лет, 24,2% от 45 до 64 лет, и 16,5% старше 65 лет. Средний возраст составлял 39 лет. На каждых 100 женщин приходилось 95,2 мужчины. На каждых 100 женщин в возрасте 18 лет и старше приходилось 91,1 мужчины.